# Meridiano 28 E
O meridiano 28 E é um meridiano que, partindo do Polo Norte, atravessa o Oceano Ártico, Europa, Mar Mediterrâneo, África, Oceano Índico, Oceano Antártico, Antártida e chega ao Polo Sul. Forma um círculo máximo com o Meridiano 152 W. Ao nível da Linha do Equador dista 3117 km do Meridiano de Greenwich
.
Começando no Polo Norte, o meridiano 28 Este tem os seguintes cruzamentos:
| País, território ou mar        | Notas                                                          |
| ------------------------------ | -------------------------------------------------------------- |
| Oceano Ártico                  |                                                                |
| Noruega                        | Ilha Kongsøya, Svalbard                                        |
| Oceano Ártico                  | Mar de Barents                                                 |
| Noruega                        |                                                                |
| Finlândia                      |                                                                |
| Rússia                         |                                                                |
| Mar Báltico                    | Golfo da Finlândia                                             |
| Estónia                        |                                                                |
| Rússia                         |                                                                |
| Letônia                        |                                                                |
| Bielorrússia                   |                                                                |
| Ucrânia                        |                                                                |
| Moldávia                       |                                                                |
| Roménia                        |                                                                |
| Bulgária                       |                                                                |
| Mar Negro                      |                                                                |
| Bulgária                       | Cerca de 8 km                                                  |
| Turquia                        |                                                                |
| Mar de Mármara                 |                                                                |
| Turquia                        |                                                                |
| Mar Mediterrâneo               | Mar Egeu                                                       |
| Turquia                        | Península Datça                                                |
| Mar Mediterrâneo               | Mar Egeu                                                       |
| Grécia                         | Ilha de Rodes                                                  |
| Mar Mediterrâneo               |                                                                |
| Egito                          |                                                                |
| Sudão                          |                                                                |
| Abyei                          | Território controlado pelo Sudão e reclamado pelo Sudão do Sul |
| Sudão do Sul                   |                                                                |
| República Democrática do Congo |                                                                |
| Zâmbia                         |                                                                |
| Zimbabwe                       |                                                                |
| Botswana                       |                                                                |
| África do Sul                  |                                                                |
| Lesoto                         |                                                                |
| África do Sul                  |                                                                |
| Oceano Índico                  |                                                                |
| Oceano Antártico               |                                                                |
| Antártida                      | Terra da Rainha Maud, reclamada pela Noruega                   |